# آکوما (مبارز خیابانی)
آکوما (悪魔 Akuma) یک شخصیت ساختگی و هماورد ثانویه در مجموعه بازی‌های ویدئویی مبارز خیابانی از شرکت کپ‌کام است. او برای نخستین بار در سال ۱۹۹۴ به عنوان یک شخصیت مخفی و غول آخر در نسخهٔ ابرمبارز خیابانی ۲ توربو حضور پیدا کرد. در خط داستانی بازی‌های ویدئویی مبارز خیابانی، او برادر کوچکتر گُوکن، استاد ریو و کن است. در برخی از بازی‌ها، او نسخه‌ای جایگزین به نام شین آکوما یا شین گوکی (真・豪鬼 the «اهریمن بزرگ واقعی») و اونی آکوما در مبارز خیابانی ۴: نسخه آرکید دارد. آکوما از اولین حضورش در چندین عناوین دیگر نیز حضور داشته‌است و مورد تحسین طرفداران و منتقدان قرار گرفته است.
آکوما دارای موهای قرمز تیره، رنگ پوست تیره، چشمان قرمز برافروخته با صلبیه سیاه، مهره‌های نیایش به دور گردن دارد، کاراته گی خاکستری تیره به تن دارد و به جای اوبی یک تکه ریسمان به دور کمرش بسته است. واژهٔ کانجی «ده» (天) به معنای «بهشت»، در زمان‌هایی که برنده می‌شود، در پشت او دیده می‌شود.